# Sommer-Paralympics 2024/Pararudern
Bei den Sommer-Paralympics 2024 in Paris wurden vom 30. August bis 1. September 2024 in insgesamt fünf Wettbewerben im Pararudern Medaillen vergeben. Die Regatten fanden im Wassersportstadion Vaires-sur-Marne auf dem Lac de Vaires-sur-Marne statt.

## Klassen
Im Para-Rudersport wird in drei Klassen unterschieden.
- PR1, für Ruderer mit fehlender Rumpfstabilität (Männer und Frauen Einer).
- PR2, für Ruderer mit Amputationen, Rückenmarkgeschädigte oder Cerebralparetiker (Mixed Zweier).
- PR3, für Ruderer mit eingeschränktem Sehvermögen, leichten Amputationen und halbseitiger Lähmung (Mixed Zweier und Vierer).

## Zeitplan
In allen fünf Wettbewerben finden am ersten Tag die Vorläufe und am zweiten Tag die Hoffnungsläufe statt. Am letzten Tag werden die Positionen in einem A- und B-Finale ausgefahren.
| Wettbewerbe      | August | August | September |
| Männer           | 30.    | 31.    | 1.        |
| ---------------- | ------ | ------ | --------- |
| PR1-Einer        |        |        |           |
| Frauen           | 30.    | 31.    | 1.        |
| PR1-Einer        |        |        |           |
| Mixed            | 30.    | 31.    | 1.        |
| PR2-Doppelzweier |        |        |           |
| PR3-Doppelzweier |        |        |           |
| PR3-Vierer ohne  |        |        |           |
| Entscheidungen   | 0      | 0      | 5         |

|  | Qualifikation |  | Medaillenentscheidung |

## Medaillenspiegel
| Platz | Land               | Goldmedaille – Paralympiasieger | Silbermedaille – 2. Platz | Bronzemedaille – 3. Platz | Gesamt |
| ----- | ------------------ | ------------------------------- | ------------------------- | ------------------------- | ------ |
| 1     | Großbritannien     | 3                               | 1                         | –                         | 4      |
| 2     | Australien         | 1                               | –                         | 1                         | 2      |
| 2     | Israel             | 1                               | –                         | 1                         | 2      |
| 4     | China              | –                               | 1                         | –                         | 1      |
| 4     | Norwegen           | –                               | 1                         | –                         | 1      |
| 4     | Ukraine            | –                               | 1                         | –                         | 1      |
| 4     | Vereinigte Staaten | –                               | 1                         | –                         | 1      |
| 8     | Frankreich         | –                               | –                         | 2                         | 2      |
| 9     | Deutschland        | –                               | –                         | 1                         | 1      |

## Ergebnisse

### Para-Frauen-Einer (PR1 W1x)
| Platz | Land       | Athletin         | Zeit (min)   |
| ----- | ---------- | ---------------- | ------------ |
| 1     | Israel     | Moran Samuel     | 10:25,40 min |
| 2     | Norwegen   | Birgit Skarstein | 10:33,96 min |
| 3     | Frankreich | Nathalie Benoit  | 10:34,40 min |
| 4     | Ukraine    | Anna Sheremet    | 10:39,26 min |
| 5     | Südkorea   | Kim Se-jeong     | 11:20,44 min |
| 6     | Brasilien  | Cláudia Santos   | 12:12,86 min |

Datum: 1. September 2024, 11:10 Uhr

### Para-Männer-Einer (PR1 M1x)
| Platz | Land                   | Athlet             | Zeit (min)  |
| ----- | ---------------------- | ------------------ | ----------- |
| 1     | Vereinigtes Königreich | Benjamin Pritchard | 9:03,84 min |
| 2     | Ukraine                | Roman Poljanskyj   | 9:14,47 min |
| 3     | Australien             | Erik Horrie        | 9:23,37 min |
| 4     | Israel                 | Shmuel Daniel      | 9:36,94 min |
| 5     | Frankreich             | Alexis Sanchez     | 9:46,60 min |
| 6     | Italien                | Giacomo Perini     | EXC         |

Datum: 1. August 2024, 11:30 Uhr

### Para-Mixed-Zweier (PR2 Mix2x)
| Platz | Land                   | Athleten                                 | Zeit (min)  |
| ----- | ---------------------- | ---------------------------------------- | ----------- |
| 1     | Vereinigtes Königreich | Lauren Rowles / Gregg Stevenson          | 8:20,97 min |
| 2     | Volksrepublik China    | Liu Shuang / Jiang Jijian                | 8:23,45 min |
| 3     | Israel                 | Shahar Milfelder / Saleh Shahin          | 8:31,85 min |
| 4     | Ukraine                | Anna Aisanova / Iaroslav Koiuda          | 8:43,22 min |
| 5     | Frankreich             | Benjamin Daviet / Perle Bouge            | 8:47,64 min |
| 6     | Polen                  | Jolanta Majka / Michal Grzegorz Gadowski | 8:52,24 min |

Datum: 1. September 2024, 11:50 Uhr

### Para-Mixed-Zweier (PR3 Mix2x)
| Platz | Land                   | Athleten                          | Zeit (min)  |
| ----- | ---------------------- | --------------------------------- | ----------- |
| 1     | Australien             | Nikki Ayers / Jed Altschwager     | 7:26,74 min |
| 2     | Vereinigtes Königreich | Sam Murray / Annie Caddick        | 7:28,19 min |
| 3     | Deutschland            | Jan Helmich / Hermine Krumbein    | 7:28,31 min |
| 4     | Ukraine                | Dariia Kotyk / Stanislav Samoliuk | 7:42,50 min |
| 5     | Brasilien              | Diana Barcelos / Jairo Klug       | 7:45,02 min |
| 6     | Frankreich             | Guylaine Marchand / Laurent Cadot | 7:51,94 min |

Datum: 1. September 2024, 12:10 Uhr

### Para-Mixed-Vierer mit Steuermann/-frau (PR3 Mix4+)
| Platz | Land                   | Athleten                                                                                           | Zeit (min)  |
| ----- | ---------------------- | -------------------------------------------------------------------------------------------------- | ----------- |
| 1     | Vereinigtes Königreich | Francesca Allen / Giedrė Rakauskaitė / Josh O'Brien / Ed Fuller / Erin Kennedy (St.)               | 6:55,30 min |
| 2     | Vereinigte Staaten     | Skylar Dahl / Gemma Wollenschlaeger / Alex Flynn / Ben Washburne / Emelie Eldracher (St.)          | 6:58,59 min |
| 3     | Frankreich             | Candyce Chafa / Rémy Taranto / Grégoire Bireau / Margot Boulet / Émilie Acquistapace (St.)         | 7:03,11 min |
| 4     | Deutschland            | Susanne Lackner / Valentin Luz / Marc Lembeck / Kathrin Marchand / Inga Thöne (St.)                | 7:03,17 min |
| 5     | Australien             | Susannah Lutze / Alexandra Viney / Tom Birtwhistle / Tobiah Goffsassen / Hannah Cowap (St.)        | 7:14,78 min |
| 6     | Italien                | Carolina Foresti / Greta Elizabeth Muti / Tommaso Schettino / Marco Frank / Enrico D'Aniello (St.) | 7:15,63 min |

Datum: 1. September 2024, 12:30 Uhr